# Heqin
Heqin (chinesisch 和親, Pinyin Héqīn, W.-G. Ho-ch'in) bezeichnet die Politik chinesischer Herrscher von der Zeit der Han-Dynastie bis in die Zeit der Tang-Dynastie, vertragliche Heiratsverbindungen mit führenden Familien benachbarter Gruppen an der Grenze des Reiches einzugehen. 
Es handelte sich um ein politisches Instrument, um der von reiternomadischen Gruppen, die aus chinesischer Perspektive als „Barbaren“ erschienen, ausgehenden Bedrohung an der Nordgrenze ohne oft risikoreiche militärische Aktionen entgegenzuwirken. Der Kaiser verheiratete in diesem Zusammenhang eine Prinzessin mit dem Anführer solch einer Gruppe und verpflichtete sich, regelmäßig „Geschenke“ (darunter Getreide, Wein, aber auch Luxusgüter wie Seide) zu liefern. Im Gegenzug verzichtete die andere Seite auf Überfälle.
Durch die „harmonische Anverwandtschaft“ sollten nicht-chinesische Gruppen in die als universal verstandene Ordnung des chinesischen Kaiserreichs eingebunden werden und dort eine Sinisierung einsetzen, so dass eine Koexistenz ermöglicht wurde. Im Rahmen der heqin-Politik, die mit teils hohen Geschenkleistungen der Chinesen verbunden war und daher wirtschaftlich und politisch nicht immer erfolgreich verlief, wurde allerdings der Führungsanspruch des chinesischen Kaisers als „Sohn des Himmels“ gegenüber den Nicht-Chinesen weiterhin betont. Dies war ein zentraler Punkt in der chinesischen politischen Ideologie seit der Han-Zeit, demzufolge das Kaiserreich das Zentrum der Welt war und keine Grenzen kannte. 
Selbst bedrohliche „barbarische“ Gegner wie die Xiongnu, gegenüber denen die heqin-Politik zuerst angewendet wurde, waren demnach nicht gleichberechtigte politische Akteure, sondern Teil der imperialen Peripherie, die es in die politische Ordnung einzugliedern galt. Durch die Heiratsverträge wurde dennoch eine Art auswärtige Politik ermöglicht, die aber immer nur auf dynastischer Basis beruhte und deshalb nicht dauerhaft wirksam war. Diese Politik sorgte gleichzeitig indirekt dafür, dass die wirtschaftliche Abhängigkeit der Xiongnu von chinesischen Leistungen verstärkt wurden; diese Abhängigkeit war ökonomisch ohnehin gegeben, da die (halb)nomadische Lebensweise der Xiongnu keine ausreichende materielle Grundlage darstellte. 
Die Konstruktion war nicht immer stabil, so dass es dennoch oft zu militärischen Auseinandersetzungen kam. So vollzog beispielsweise Kaiser Han Wudi nach 50 Jahren einer beschwichtigenden heqin-Politik, die die Xiongnu nicht von Raubzügen abgehalten hatte, einen Umschwung und unternahm militärische Aktionen gegen die Xiongnu.